# فرایند واحد
فرایند واحد عبارت است از هر مرحله از تولید ماده شیمیایی که در واکنش شیمیایی رخ می‌دهد، مثلاً اکسید شدن پارازایلین و تولید ترفتالیک اسید یک فرایند واحد است.